# Erythrodiplax melanica
Erythrodiplax melanica är en trollsländeart som beskrevs av Borror 1942. Erythrodiplax melanica ingår i släktet Erythrodiplax och familjen segeltrollsländor. Inga underarter finns listade i Catalogue of Life.